# Wally O'Connor
James Wallace "Wally" O'Connor, född 25 augusti 1903 i Madera i Kalifornien, död 11 oktober 1950 i Los Angeles i Kalifornien, var en amerikansk vattenpolospelare och frisimmare.
O'Connor tog två medaljer vid olympiska sommarspelen 1924 i Paris. Han ingick USA:s lag som tog OS-guld på 4 x 200 meter frisim och dessutom i USA:s herrlandslag i vattenpolo som tog brons i vattenpoloturneringen. Han gjorde ett mål i matchen mot Frankrike i matchen som USA förlorade med 3–1. I vattenpoloturneringen vid olympiska sommarspelen 1928 i Amsterdam gjorde han tre mål. OS-brons tog O'Connor på nytt som vattenpolospelare i OS-turneringen 1932. Hans målsaldo i Los Angeles var fyra mål. Det året tog Ungern guld och Tyskland silver.
O'Connor valdes in i The International Swimming Hall of Fame 1966.